# پینتزا
پینتزا (به ایتالیایی: Pienza) یک کومونه در ایتالیا است که در استان سیه‌نا واقع شده‌است.

## خصوصیات
پینتزا ۱۲۲ کیلومترمربع مساحت و ۲٬۲۳۱ نفر جمعیت دارد و ۴۹۱ متر بالاتر از سطح دریا واقع شده‌است.